# Anhinga rufa
La aninga africana (Anhinga rufa) es una especie de ave suliforme de la familia Anhingidae que se distribuye por la mayor parte de África.

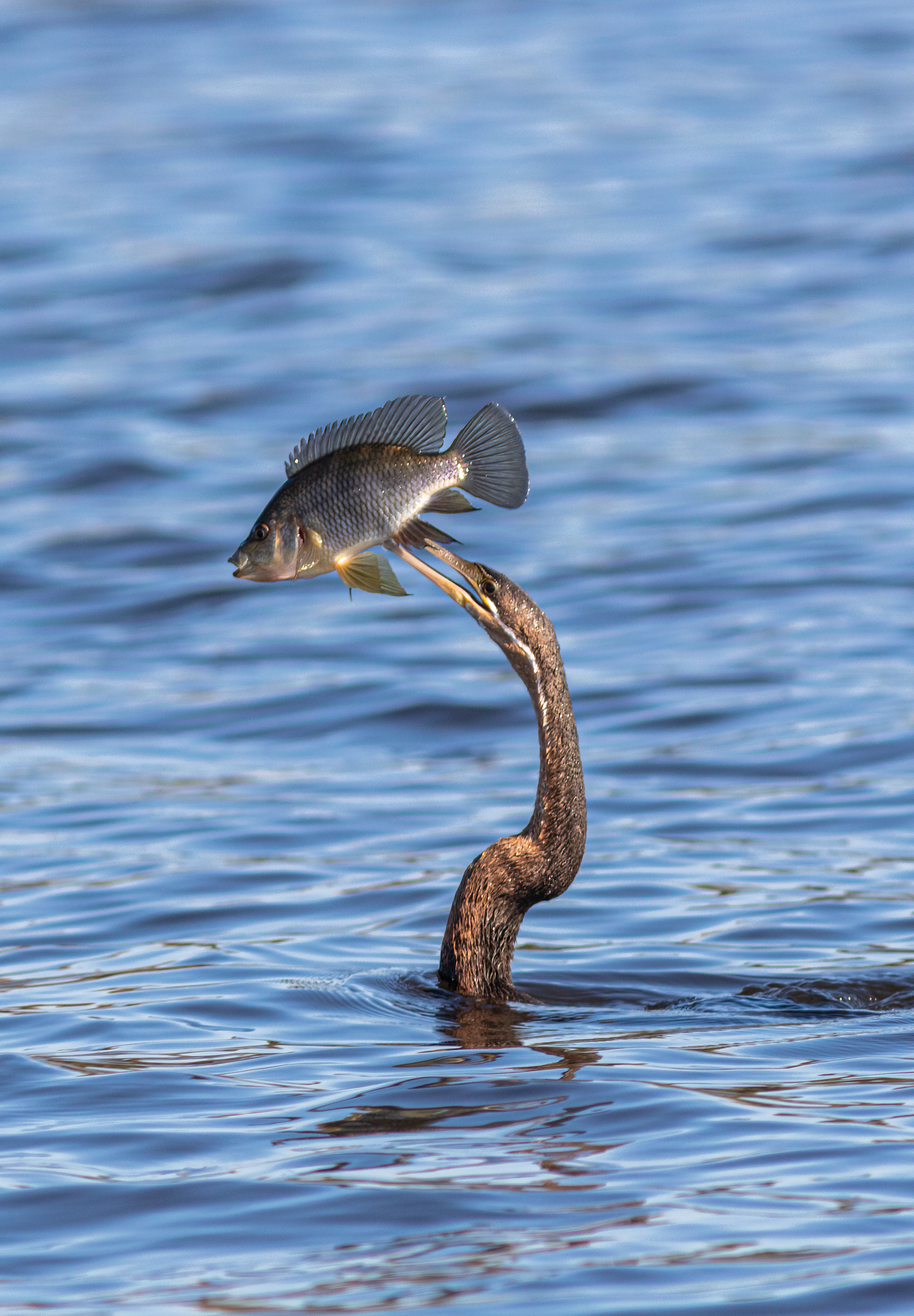
Ejemplar con presa.

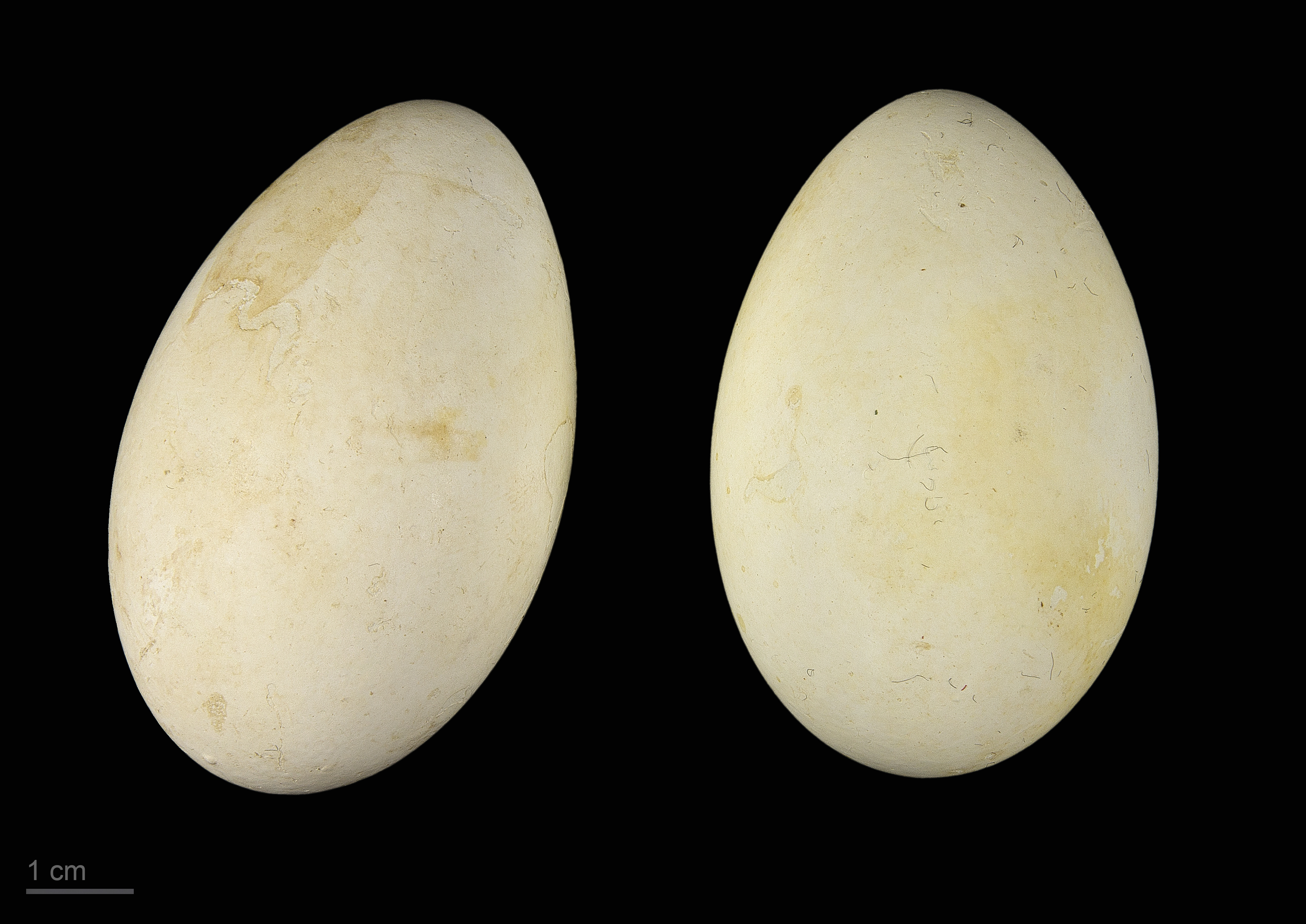
Anhinga rufa chantrei - MHNT